# Barão de Guaratiba

Armas dos barões de Guaratiba.

Barão de Guaratiba é um título nobiliárquico criado por D. Pedro II do Brasil por decreto de 5 de maio de 1844, a favor de Joaquim Antônio Ferreira.
Titulares
1. Joaquim Antônio Ferreira (1777—1859) - primeiro visconde com grandeza de Guaratiba;
2. Joaquim José Ferreira (?—1871) - sobrinho do anterior.